# Prelovo
Prelovo är ett samhälle i Bosnien och Hercegovina.   Det ligger i entiteten Republika Srpska, i den östra delen av landet, 70 km öster om huvudstaden Sarajevo. Prelovo ligger 488 meter över havet och antalet invånare är 183.
Terrängen runt Prelovo är kuperad österut, men västerut är den bergig. Prelovo ligger nere i en dal. Runt Prelovo är det ganska tätbefolkat, med 72 invånare per kvadratkilometer.. Närmaste större samhälle är Višegrad, 8,4 km söder om Prelovo. 
I omgivningarna runt Prelovo växer i huvudsak blandskog.